# Bert Luppes
Bert Luppes (1955) is een Nederlandse acteur en toneelregisseur.

## Carrière
Bert Luppes was leerling op het Lodewijk Makeblijde College in Rijswijk. Hij rondde zijn acteursopleiding aan de Toneelacademie Maastricht in 1979 af. Hij was medeoprichter van Theatergroep Het Vervolg. Hij was vanaf het begin van de oprichting een vaste speler bij Theatergroep Hollandia en later bij ZT Hollandia (een fusie tussen Hollandia en Het Zuidelijk Toneel). Af en toe speelt hij bij andere gezelschappen. Sinds 2007 werkte Bert Luppes als freelance acteur. Hij coachte en regisseerde verschillende voorstellingen, onder meer bij Theater Artemis in Den Bosch. Sinds augustus 2012 is Luppes in vaste dienst bij het gezelschap NTGent en sinds 2014 geeft hij regelmatig les op de Toneelacademie Maastricht.

## Rollen
Hoewel hij in vele Nederlandse films heeft gespeeld en te zien is in televisieseries, is hij vooral bekend als toneelacteur. Voor zijn theaterwerk ontving hij tweemaal een Louis d'Or: in 2003 voor zijn rol als George Vermeersch in Vrijdag (ZT Hollandia) en in 2009 en voor zijn rol als Martin in De geit of, Wie is Sylvia? (Onafhankelijk Toneel). In 2005 werd hij genomineerd voor diezelfde prijs voor zijn rol als George in Wie is er bang voor Virginia Woolf? van Onafhankelijk Toneel. 
In 2005 won hij het Gouden Beeld voor zijn 'uitzonderlijke of opvallende bijdrage' aan Droog, geregisseerd door Annemarie van de Mond, uitgezonden door KRO-televisie. 
Op 7 mei 2013 ging Platonov van Tsjechov in Nederland in première in de Stadsschouwburg Amsterdam met Luppes in de titelrol.
In 2025 was hij de tegenspeler van Carine Crutzen in het toneelstuk HULDE! van Peer Wittenbols.

## Filmografie
| film/serie                      | rol                       | jaar        | opmerking |
| ------------------------------- | ------------------------- | ----------- | --------- |
| Hein                            | Johannes Greveling        | 2024        | Serie     |
| Soof 2 de serie                 | Eddie, de vader van Sofia | 2018        | Serie     |
| Wonderbroeders                  | Bisschop Heijntjes        | 2014        | Film      |
| Platonov van Tsjechov           | ?                         | 2013        | Serie     |
| Overspel                        | Joachim Lampe             | 2011 - 2013 | Serie     |
| Van God Los                     | Huib Slokker              | 2012        | Serie     |
| Seinpost Den Haag               | Juwelier Gijs Marissing   | 2011        | Serie     |
| Sint                            | Goert                     | 2010        | Film      |
| De vliegenierster van Kazbek    | Maria's vader             | 2010        | Film      |
| Grijpstra & De Gier             | Thomas Ovink              | 2007        | Serie     |
| Droog                           |                           | 2005        | Serie     |
| Wet & Waan                      | Ton Verburg               | 2000 - 2003 | Serie     |
| De jongen die niet meer praatte | Politieagent              | 1996        | Film      |
| De Bende van de Bokkenrijders   | Geraerts                  | 1994        | Serie     |
| My Blue Heaven                  | Leen                      | 1990        | Film      |
| Han de Wit                      | Koper Klok                | 1990        | Film      |
| Amsterdamned                    | Bijrijder in vrachtwagen  | 1988        | Film      |

- Biblioteca Nacional de España: XX5210476
- Gemeinsame Normdatei: 1061625427
- International Standard Name Identifier: 0000 0001 3278 1807
- Virtual International Authority File: 250858534
- WorldCat: E39PBJfCxB6BjHtCkfd8fkqPcP